# Joonas Riismaa
Joonas Riismaa (Märjamaa, 6 marzo 2002) è un cestista estone di formazione italiana.

## Carriera

### Club
Nato in Estonia, inizia a giocare nel Märjamaa SK e nel BC Raplamaa. Con la selezione Under-13 riceve il premio di MVP al torneo “Alberto Giove” di Monza, mentre nel maggio 2016 viene nominato MVP della fase finale della EYBL (European Youth Basketball League, un campionato internazionale giovanile) categoria Under-14, suscitando l'interesse di diversi osservatori internazionali.
Nell'estate del 2016, all'età di quattordici anni, entra a far parte del settore giovanile della Mens Sana Siena, club rifondato dopo il fallimento della precedente società e all'epoca attivo in Serie A2. Nelle giovanili della squadra militava già da un anno il connazionale Hugo Erkmaa.
Dopo due anni, nel 2018, Riismaa approda alla Pistoia Basket Academy, società con cui disputa il campionato Under-18 e la Serie C Gold Toscana con la maglia della Libertas Basket Montale, distinguendosi come miglior realizzatore del campionato 2019-2020 prima dell'interruzione per la pandemia di COVID-19. Nel frattempo, nel 2020, a livello giovanile partecipa alla Next Gen Cup con Pistoia, portando la squadra fino alla semifinale contro la Reyer Venezia e mettendosi in evidenza con prestazioni da doppia e tripla doppia.
A partire dalla stagione 2020-2021 entra stabilmente nel roster della prima squadra di Pistoia in Serie A2. Alla sua prima esperienza a quel livello, si guadagna oltre 20 minuti di media a partita, segnando 6,5 punti per gara tra prima e seconda fase. Nel campionato successivo, sotto la guida di coach Nicola Brienza, incrementa ulteriormente il proprio impiego e rendimento, avvicinandosi alla doppia cifra di media punti (9,5 a partita). Nel corso dell'annata stabilisce inoltre il nuovo massimo personale con 26 punti nella vittoria contro Mantova (5/5 da tre) e sfiora il proprio record di triple realizzate in una singola gara (7/12), stabilito l'anno precedente contro Trapani.
Nel luglio 2022 firma un contratto pluriennale con la New Basket Brindisi, con cui debutta ufficialmente in Serie A. Nel biennio pugliese continua il proprio percorso di crescita, trovando spazio in più di 10 minuti di media a partita in entrambe le annate.
Nel giugno 2024 torna in Serie A2 legandosi alla Pallacanestro Cantù con un accordo biennale. In Brianza ritrova coach Nicola Brienza, già suo allenatore ai tempi di Pistoia. Nel corso della stagione regolare colleziona 38 presenze con una media di 4,5 punti e 2,0 rimbalzi in circa 19 minuti a partita. Nei play-off contribuisce alla promozione dei biancoblù in Serie A, disputando 11 incontri con medie di 5,8 punti e 2,1 rimbalzi in 17,8 minuti a gara.

### Nazionale
Partecipa ai campionati europei giovanili con le selezioni nazionali estoni Under-16 e Under-18, con medie di 10,3 punti, 8,7 rimbalzi e 2,6 assist nel torneo del 2018.
Esordisce con la nazionale maggiore estone il 25 febbraio 2022, nella partita di qualificazione al Mondiale 2023 vinta per 75-71 contro la Polonia.

## Palmarès
- Supercoppa LNP: 1

Pistoia: 2021
- Coppa Italia LNP: 1

Pallacanestro Cantù: 2025